# Élections départementales de 2021 en Haute-Loire
Les élections départementales en Haute-Loire ont lieu les 20 et 27 juin 2021.

## Contexte départemental

### Assemblée départementale sortante
Avant les élections, le conseil départemental de la Haute-Loire est présidé par Jean-Pierre Marcon (UDI).
Il comprend 38 conseillers départementaux issus des 19 cantons de la Haute-Loire.
| Président du conseil départemental   |       |       |      |         |
| Jean-Pierre Marcon (UDI)             |       |       |      |         |
| Parti                                | Sigle | Sigle | Élus | Groupes |
| Majorité (30 sièges)                 |       |       |      |         |
| Union des démocrates et indépendants |       | UDI   | 11   |         |
| Divers droite                        |       | DVD   | 12   |         |
| Les Républicains                     |       | LR    | 5    |         |
| Mouvement démocrate                  |       | MoDem | 1    |         |
| Divers centre                        |       | DVC   | 1    |         |
| Minorité (3 sièges)                  |       |       |      |         |
| Divers droite                        |       | DVD   | 3    |         |
| Opposition (5 sièges)                |       |       |      |         |
| Divers gauche                        |       | DVG   | 3    |         |
| Parti socialiste                     |       | PS    | 2    |         |

## Système électoral
Les élections ont lieu au scrutin majoritaire binominal à deux tours. Le système est paritaire : les candidatures sont présentées sous la forme d'un binôme composé d'une femme et d'un homme avec leurs suppléants (une femme et un homme également).
Pour être élu au premier tour, un binôme doit obtenir la majorité absolue des suffrages exprimés et un nombre de suffrages au moins égal à 25 % des électeurs inscrits. Si aucun binôme n'est élu au premier tour, seuls peuvent se présenter au second tour les binômes qui ont obtenu un nombre de suffrages au moins égal à 12,5 % des électeurs inscrits, sans possibilité pour les binômes de fusionner. Est élu au second tour le binôme qui obtient le plus grand nombre de voix.

## Résultats à l'échelle du département

### Résultats par nuances
| Binômes                  | Binômes                             | Binômes                  | Premier tour | Premier tour | Premier tour | Second tour | Second tour   | Second tour | Total | +/-           |  |
| Binômes                  | Binômes                             | Binômes                  | Voix         | %            | Sièges       | Voix        | %             | Sièges      | Total | +/-           |  |
| ------------------------ | ----------------------------------- | ------------------------ | ------------ | ------------ | ------------ | ----------- | ------------- | ----------- | ----- | ------------- |  |
|                          | Divers droite                       | DVD                      | 24 932       | 38,84        | 10           | 11 183      | 46,43         | 8           | 18    | 18            |  |
|                          | Divers gauche                       | DVG                      | 7 962        | 12,40        | 4            | 730         | 3,03          | 0           | 4     | 2             |  |
|                          | Divers centre                       | DVC                      | 6 749        | 10,51        | 4            | 2 294       | 9,52          | 2           | 6     | Nv.           |  |
|                          | Union à droite                      | UD                       | 5 836        | 9,09         | 2            | 3 018       | 12,53         | 2           | 4     | 26            |  |
|                          | Les Républicains                    | LR                       | 5 758        | 8,97         | 2            | 2 389       | 9,92          | 2           | 4     | Nv.           |  |
|                          | Union à gauche                      | UG                       | 4 367        | 6,80         | 0            | 947         | 3,93          | 0           | 0     | en stagnation |  |
|                          | Divers                              | DIV                      | 1 249        | 1,95         | 0            | 1 553       | 6,45          | 0           | 0     | 2             |  |
|                          | Écologiste                          | ECO                      | 1 083        | 1,69         | 0            | 957         | 3,97          | 0           | 0     | Nv.           |  |
|                          | Rassemblement national              | RN                       | 1 113        | 1,73         | 0            | 1 013       | 4,21          | 0           | 0     | en stagnation |  |
|                          | Union au centre et à droite         | UCD                      | 3 201        | 4,99         | 2            |             |               |             | 2     | Nv.           |  |
|                          | Union à gauche avec des écologistes | UGE                      | 1 278        | 1,99         | 0            | 0           | Nv.           |             |       |               |  |
|                          | La France insoumise                 | FI                       | 662          | 1,03         | 0            | 0           | en stagnation |             |       |               |  |
|                          |                                     |                          |              |              |              |             |               |             |       |               |  |
| Suffrages exprimés       | Suffrages exprimés                  | Suffrages exprimés       | 64 190       | 89,54        |              | 24 084      | 90,88         |             |       |               |  |
| Votes blancs             | Votes blancs                        | Votes blancs             | 5 247        | 7,32         | 1 662        | 6,27        |               |             |       |               |  |
| Votes nuls               | Votes nuls                          | Votes nuls               | 2 253        | 3,14         | 755          | 2,86        |               |             |       |               |  |
| Total                    | Total                               | Total                    | 71 690       | 100          | 24           | 26 501      | 100           | 14          | 38    | en stagnation |  |
| Abstentions              | Abstentions                         | Abstentions              | 106 782      | 59,83        |              | 44 118      | 62,47         |             |       |               |  |
| Inscrits / participation | Inscrits / participation            | Inscrits / participation | 18 472       | 40,17        | 70 619       | 37,53       |               |             |       |               |  |

### Élus par canton
| Canton                           | Conseiller Sortant          | Parti | Parti | Conseiller élu            | Parti | Parti |
| -------------------------------- | --------------------------- | ----- | ----- | ------------------------- | ----- | ----- |
| Aurec-sur-Loire                  | Florence Teyssier           |       | DVD   | Florence Teyssier         |       | DVD   |
| Aurec-sur-Loire                  | Daniel Tonson               |       | DVD   | Éric Ronche               |       | DVD   |
| Bas-en-Basset                    | Joseph Chapuis              |       | LR    | Guy Jolivet               |       | DVD   |
| Bas-en-Basset                    | Blandine Proriol            |       | LR    | Blandine Proriol          |       | LR    |
| Boutières                        | Jean-Pierre Marcon          |       | UDI   | Olivier Cigolotti         |       | LC    |
| Boutières                        | Brigitte Renaud             |       | DVD   | Brigitte Renaud           |       | DVD   |
| Brioude                          | Michel Bergougnoux          |       | LR    | Michel Bergougnoux        |       | LR    |
| Brioude                          | Sophie Courtine             |       | UDI   | Sophie Courtine           |       | UDI   |
| Deux Rivières et Vallées         | Yves Braye                  |       | UDI   | Bruno Marcon              |       | DVD   |
| Deux Rivières et Vallées         | Marylène Mancini            |       | DVD   | Karine Paulet             |       | DVD   |
| Emblavez-et-Meygal               | Raymond Abrial              |       | DVG   | Raymond Abrial            |       | DVG   |
| Emblavez-et-Meygal               | Cécile Gallien              |       | MoDem | Fanny Sabatier            |       | DVG   |
| Gorges de l'Allier-Gévaudan      | Michel Brun                 |       | DVD   | Michel Brun               |       | DVD   |
| Gorges de l'Allier-Gévaudan      | Marie-Thérèse Roubaud       |       | DVD   | Chantal Farigoule         |       | DVD   |
| Mézenc                           | Philippe Delabre            |       | UDI   | Philippe Delabre          |       | UDI   |
| Mézenc                           | Nathalie Rousset            |       | DVD   | Nathalie Rousset          |       | DVD   |
| Monistrol-sur-Loire              | François Berger             |       | UDI   | Jean-Paul Aulagnier       |       | DVD   |
| Monistrol-sur-Loire              | Christelle Michel-Déléage   |       | DVD   | Christelle Michel-Déléage |       | DVD   |
| Pays de Lafayette                | Annie Ricoux                |       | LR    | Annie Ricoux              |       | LR    |
| Pays de Lafayette                | Jean-Pierre Vigier          |       | UDI   | Mikaël Vacher             |       | DVD   |
| Plateau du Haut-Velay granitique | Bernard Brignon             |       | LR    | Bernard Brignon           |       | LR    |
| Plateau du Haut-Velay granitique | Marie-Agnès Petit           |       | LR    | Marie-Agnès Petit         |       | LR    |
| Le Puy-en-Velay-1                | Marc Boléa                  |       | DVD   | Michel Chapuis            |       | UDI   |
| Le Puy-en-Velay-1                | Christiane Mosnier          |       | UDI   | Christiane Mosnier        |       | UDI   |
| Le Puy-en-Velay-2                | Corinne Bringer             |       | DVD   | Corinne Bringer           |       | DVD   |
| Le Puy-en-Velay-2                | Jean-Paul Vigouroux         |       | DVD   | Jean-Paul Vigouroux       |       | DVD   |
| Le Puy-en-Velay-3                | Laure Blée                  |       | PS    | Gilles Delabre            |       | DVD   |
| Le Puy-en-Velay-3                | André Cornu                 |       | DVG   | Blandine Deleau-Ferret    |       | DVD   |
| Le Puy-en-Velay-4                | Pierre Robert               |       | DVD   | Jean-François Exbrayat    |       | DVD   |
| Le Puy-en-Velay-4                | Christelle Valantin         |       | DVD   | Christelle Valantin       |       | DVD   |
| Saint-Paulien                    | Michel Joubert              |       | UDI   | Jean-Marc Boyer           |       | DVD   |
| Saint-Paulien                    | Marie-Pierre Vincent        |       | UDI   | Marie-Pierre Vincent      |       | UDI   |
| Sainte-Florine                   | Nicole Chassin              |       | PS    | Nicole Chassin            |       | PS    |
| Sainte-Florine                   | Pascal Gibelin              |       | DVG   | Pascal Gibelin            |       | DVG   |
| Velay volcanique                 | Michel Decolin              |       | UDI   | Rémi Barbe                |       | DVD   |
| Velay volcanique                 | Marie-Laure Soulier-Mugnier |       | DVD   | Marie-Laure Mugnier       |       | DVD   |
| Yssingeaux                       | Georges Philibert           |       | DVD   | Arthur Liogier            |       | DVD   |
| Yssingeaux                       | Delphine Pietu              |       | UDI   | Isabelle Valentin         |       | LR    |

## Résultats par canton

### Canton d'Aurec-sur-Loire
| Candidats                | Candidats                | Partis                   | Nuance                   | Premier tour | Premier tour | Second tour | Second tour |
| Candidats                | Candidats                | Partis                   | Nuance                   | Voix         | %            | Voix        | %           |
| ------------------------ | ------------------------ | ------------------------ | ------------------------ | ------------ | ------------ | ----------- | ----------- |
|                          | Éric Bonche              | DVD                      | DVD                      | 2 395        | 68,27        | 2 566       | 71,70       |
|                          | Florence Teyssier        | DVD                      | DVD                      | 2 395        | 68,27        | 2 566       | 71,70       |
|                          | Suzanne Fourets          | RN                       | RN                       | 1 113        | 31,73        | 1 013       | 28,30       |
|                          | Bruno Roule              | RN                       | RN                       | 1 113        | 31,73        | 1 013       | 28,30       |
|                          |                          |                          |                          |              |              |             |             |
| Suffrages exprimés       | Suffrages exprimés       | Suffrages exprimés       | Suffrages exprimés       | 3 508        | 92,56        | 3 579       | 93,72       |
| Votes blancs             | Votes blancs             | Votes blancs             | Votes blancs             | 201          | 5,30         | 158         | 4,14        |
| Votes nuls               | Votes nuls               | Votes nuls               | Votes nuls               | 81           | 2,14         | 82          | 2,15        |
| Total                    | Total                    | Total                    | Total                    | 3 790        | 100          | 3 819       | 100         |
| Abstention               | Abstention               | Abstention               | Abstention               | 7 143        | 65,33        | 7 121       | 65,09       |
| Inscrits / participation | Inscrits / participation | Inscrits / participation | Inscrits / participation | 10 933       | 34,91        | 10 940      | 34,67       |

### Canton de Bas-en-Basset
| Candidats                | Candidats                | Partis                   | Nuance                   | Premier tour | Premier tour | Second tour | Second tour |
| Candidats                | Candidats                | Partis                   | Nuance                   | Voix         | %            | Voix        | %           |
| ------------------------ | ------------------------ | ------------------------ | ------------------------ | ------------ | ------------ | ----------- | ----------- |
|                          | Guy Jolivet              | DVD                      | DVD                      | 2 394        | 66,50        | 2 423       | 65,15       |
|                          | Blandine Proriol         | LR                       | DVD                      | 2 394        | 66,50        | 2 423       | 65,15       |
|                          | Pierre Astor             | DVD                      | DVD                      | 1 206        | 33,50        | 1 296       | 34,85       |
|                          | Marie-Martine Laulagnier | DVD                      | DVD                      | 1 206        | 33,50        | 1 296       | 34,85       |
|                          |                          |                          |                          |              |              |             |             |
| Suffrages exprimés       | Suffrages exprimés       | Suffrages exprimés       | Suffrages exprimés       | 3 600        | 90,00        | 3 719       | 90,93       |
| Votes blancs             | Votes blancs             | Votes blancs             | Votes blancs             | 271          | 6,78         | 237         | 5,79        |
| Votes nuls               | Votes nuls               | Votes nuls               | Votes nuls               | 129          | 3,23         | 134         | 3,28        |
| Total                    | Total                    | Total                    | Total                    | 4 000        | 100          | 4 090       | 100         |
| Abstention               | Abstention               | Abstention               | Abstention               | 6 349        | 61,35        | 6 259       | 60,48       |
| Inscrits / participation | Inscrits / participation | Inscrits / participation | Inscrits / participation | 10 349       | 38,65        | 10 349      | 39,52       |

### Canton des Boutières
| Candidats                | Candidats                | Partis                   | Nuance                   | Premier tour | Premier tour |
| Candidats                | Candidats                | Partis                   | Nuance                   | Voix         | %            |
| ------------------------ | ------------------------ | ------------------------ | ------------------------ | ------------ | ------------ |
|                          | Olivier Cigolotti        | LC                       | UD                       | 3 398        | 100          |
|                          | Brigitte Renaud          | DVD                      | UD                       | 3 398        | 100          |
|                          |                          |                          |                          |              |              |
| Suffrages exprimés       | Suffrages exprimés       | Suffrages exprimés       | Suffrages exprimés       | 3 398        | 81,23        |
| Votes blancs             | Votes blancs             | Votes blancs             | Votes blancs             | 659          | 15,75        |
| Votes nuls               | Votes nuls               | Votes nuls               | Votes nuls               | 126          | 3,01         |
| Total                    | Total                    | Total                    | Total                    | 4 183        | 100          |
| Abstention               | Abstention               | Abstention               | Abstention               | 6 023        | 59,01        |
| Inscrits / participation | Inscrits / participation | Inscrits / participation | Inscrits / participation | 10 206       | 40,99        |

### Canton de Brioude
| Candidats                | Candidats                 | Partis                   | Nuance                   | Premier tour | Premier tour | Second tour | Second tour |
| Candidats                | Candidats                 | Partis                   | Nuance                   | Voix         | %            | Voix        | %           |
| ------------------------ | ------------------------- | ------------------------ | ------------------------ | ------------ | ------------ | ----------- | ----------- |
|                          | Michel Bergougnoux        | LR                       | LR                       | 2 463        | 69,46        | 2 389       | 71,40       |
|                          | Sophie Courtine           | UDI                      | LR                       | 2 463        | 69,46        | 2 389       | 71,40       |
|                          | Christophe Bedrossian     | ÉCO                      | ECO                      | 1 083        | 30,54        | 957         | 28,60       |
|                          | Juliette Tilliard-Blondel | ÉCO                      | ECO                      | 1 083        | 30,54        | 957         | 28,60       |
|                          |                           |                          |                          |              |              |             |             |
| Suffrages exprimés       | Suffrages exprimés        | Suffrages exprimés       | Suffrages exprimés       | 3 546        | 94,71        | 3 346       | 95,25       |
| Votes blancs             | Votes blancs              | Votes blancs             | Votes blancs             | 122          | 3,26         | 108         | 3,07        |
| Votes nuls               | Votes nuls                | Votes nuls               | Votes nuls               | 76           | 2,03         | 59          | 1,68        |
| Total                    | Total                     | Total                    | Total                    | 3 744        | 100          | 3 513       | 100         |
| Abstention               | Abstention                | Abstention               | Abstention               | 6 431        | 63,20        | 6 663       | 65,48       |
| Inscrits / participation | Inscrits / participation  | Inscrits / participation | Inscrits / participation | 10 175       | 36,80        | 10 176      | 34,52       |

### Canton des Deux Rivières et Vallées
| Candidats                | Candidats                | Partis                   | Nuance                   | Premier tour | Premier tour | Second tour | Second tour |
| Candidats                | Candidats                | Partis                   | Nuance                   | Voix         | %            | Voix        | %           |
| ------------------------ | ------------------------ | ------------------------ | ------------------------ | ------------ | ------------ | ----------- | ----------- |
|                          | Bruno Marcon             | DVD                      | DVD                      | 2 498        | 76,25        | 2 456       | 77,09       |
|                          | Karine Paulet            | DVD                      | DVD                      | 2 498        | 76,25        | 2 456       | 77,09       |
|                          | Aude Ballot              | DVG                      | DVG                      | 778          | 23,75        | 730         | 22,91       |
|                          | Ismaël Bougonna          | DVG                      | DVG                      | 778          | 23,75        | 730         | 22,91       |
|                          |                          |                          |                          |              |              |             |             |
| Suffrages exprimés       | Suffrages exprimés       | Suffrages exprimés       | Suffrages exprimés       | 3 276        | 93,36        | 3 186       | 93,93       |
| Votes blancs             | Votes blancs             | Votes blancs             | Votes blancs             | 154          | 4,39         | 125         | 3,69        |
| Votes nuls               | Votes nuls               | Votes nuls               | Votes nuls               | 79           | 2,25         | 81          | 2,39        |
| Total                    | Total                    | Total                    | Total                    | 3 509        | 100          | 3 392       | 100         |
| Abstention               | Abstention               | Abstention               | Abstention               | 6 854        | 66,14        | 6 972       | 67,27       |
| Inscrits / participation | Inscrits / participation | Inscrits / participation | Inscrits / participation | 10 363       | 33,86        | 10 364      | 32,73       |

### Canton d'Emblavez-et-Meygal
| Candidats                | Candidats                | Partis                   | Nuance                   | Premier tour | Premier tour |
| Candidats                | Candidats                | Partis                   | Nuance                   | Voix         | %            |
| ------------------------ | ------------------------ | ------------------------ | ------------------------ | ------------ | ------------ |
|                          | Raymond Abrial           | DVG                      | DVG                      | 3 064        | 82,23        |
|                          | Fanny Sabatier           | DVG                      | DVG                      | 3 064        | 82,23        |
|                          | Éliane Meret             | LFI                      | FI                       | 662          | 17,77        |
|                          | Julien Silberstein       | LFI                      | FI                       | 662          | 17,77        |
|                          |                          |                          |                          |              |              |
| Suffrages exprimés       | Suffrages exprimés       | Suffrages exprimés       | Suffrages exprimés       | 3 726        | 85,95        |
| Votes blancs             | Votes blancs             | Votes blancs             | Votes blancs             | 380          | 8,77         |
| Votes nuls               | Votes nuls               | Votes nuls               | Votes nuls               | 229          | 5,28         |
| Total                    | Total                    | Total                    | Total                    | 4 335        | 100          |
| Abstention               | Abstention               | Abstention               | Abstention               | 5 869        | 57,52        |
| Inscrits / participation | Inscrits / participation | Inscrits / participation | Inscrits / participation | 10 204       | 42,48        |

### Canton de Gorges de l'Allier-Gévaudan
| Candidats                | Candidats                | Partis                   | Nuance                   | Premier tour | Premier tour | Second tour | Second tour |
| Candidats                | Candidats                | Partis                   | Nuance                   | Voix         | %            | Voix        | %           |
| ------------------------ | ------------------------ | ------------------------ | ------------------------ | ------------ | ------------ | ----------- | ----------- |
|                          | Michel Brun              | DVC                      | DVC                      | 1 658        | 45,12        | 2 294       | 59,63       |
|                          | Chantal Farigoule        | DVC                      | DVC                      | 1 658        | 45,12        | 2 294       | 59,63       |
|                          | Gérard Beaud             | DVD                      | DIV                      | 1 249        | 33,99        | 1 553       | 40,37       |
|                          | Madeleine Romeuf         | DVD                      | DIV                      | 1 249        | 33,99        | 1 553       | 40,37       |
|                          | Armelle Besse            | DVG                      | DVG                      | 768          | 20,90        |             |             |
|                          | Franck Noël-Baron        | DVG                      | DVG                      | 768          | 20,90        |             |             |
|                          |                          |                          |                          |              |              |             |             |
| Suffrages exprimés       | Suffrages exprimés       | Suffrages exprimés       | Suffrages exprimés       | 3 675        | 94,47        | 3 847       | 92,74       |
| Votes blancs             | Votes blancs             | Votes blancs             | Votes blancs             | 136          | 3,50         | 175         | 4,22        |
| Votes nuls               | Votes nuls               | Votes nuls               | Votes nuls               | 79           | 2,03         | 126         | 3,04        |
| Total                    | Total                    | Total                    | Total                    | 3 890        | 100          | 4 148       | 100         |
| Abstention               | Abstention               | Abstention               | Abstention               | 4 391        | 53,02        | 4 131       | 49,90       |
| Inscrits / participation | Inscrits / participation | Inscrits / participation | Inscrits / participation | 8 281        | 46,98        | 8 279       | 50,10       |

### Canton du Mézenc
| Candidats                | Candidats                | Partis                   | Nuance                   | Premier tour | Premier tour |
| Candidats                | Candidats                | Partis                   | Nuance                   | Voix         | %            |
| ------------------------ | ------------------------ | ------------------------ | ------------------------ | ------------ | ------------ |
|                          | Philippe Delabre         | UDI                      | UCD                      | 3 201        | 100          |
|                          | Nathalie Rousset         | DVD                      | UCD                      | 3 201        | 100          |
|                          |                          |                          |                          |              |              |
| Suffrages exprimés       | Suffrages exprimés       | Suffrages exprimés       | Suffrages exprimés       | 3 201        | 81,49        |
| Votes blancs             | Votes blancs             | Votes blancs             | Votes blancs             | 587          | 14,94        |
| Votes nuls               | Votes nuls               | Votes nuls               | Votes nuls               | 140          | 3,56         |
| Total                    | Total                    | Total                    | Total                    | 3 928        | 100          |
| Abstention               | Abstention               | Abstention               | Abstention               | 6 139        | 60,98        |
| Inscrits / participation | Inscrits / participation | Inscrits / participation | Inscrits / participation | 10 067       | 39,02        |

### Canton de Monistrol-sur-Loire
| Candidats                | Candidats                 | Partis                   | Nuance                   | Premier tour | Premier tour | Second tour | Second tour |
| Candidats                | Candidats                 | Partis                   | Nuance                   | Voix         | %            | Voix        | %           |
| ------------------------ | ------------------------- | ------------------------ | ------------------------ | ------------ | ------------ | ----------- | ----------- |
|                          | Jean-Paul Aulagnier       | DVD                      | DVD                      | 2 370        | 70,70        | 2 442       | 72,06       |
|                          | Christelle Michel-Déléage | DVD                      | DVD                      | 2 370        | 70,70        | 2 442       | 72,06       |
|                          | Didier Audouard           | PCF                      | UG                       | 982          | 29,30        | 947         | 27,94       |
|                          | Annie Mangiaracina        | PS                       | UG                       | 982          | 29,30        | 947         | 27,94       |
|                          |                           |                          |                          |              |              |             |             |
| Suffrages exprimés       | Suffrages exprimés        | Suffrages exprimés       | Suffrages exprimés       | 3 352        | 91,41        | 3 389       | 91,87       |
| Votes blancs             | Votes blancs              | Votes blancs             | Votes blancs             | 178          | 4,85         | 156         | 4,23        |
| Votes nuls               | Votes nuls                | Votes nuls               | Votes nuls               | 137          | 3,74         | 144         | 3,90        |
| Total                    | Total                     | Total                    | Total                    | 3 667        | 100          | 3 689       | 100         |
| Abstention               | Abstention                | Abstention               | Abstention               | 6 894        | 65,28        | 6 874       | 65,08       |
| Inscrits / participation | Inscrits / participation  | Inscrits / participation | Inscrits / participation | 10 561       | 34,72        | 10 563      | 34,92       |

### Canton du Pays de Lafayette
| Candidats                | Candidats                | Partis                   | Nuance                   | Premier tour | Premier tour |
| Candidats                | Candidats                | Partis                   | Nuance                   | Voix         | %            |
| ------------------------ | ------------------------ | ------------------------ | ------------------------ | ------------ | ------------ |
|                          | Annie Ricoux             | LR                       | DVD                      | 2 488        | 71,05        |
|                          | Mikaël Vacher            | DVD                      | DVD                      | 2 488        | 71,05        |
|                          | Jean-François Gillet     | DVG                      | DVG                      | 1 014        | 28,95        |
|                          | Agnès Jean               | DVG                      | DVG                      | 1 014        | 28,95        |
|                          |                          |                          |                          |              |              |
| Suffrages exprimés       | Suffrages exprimés       | Suffrages exprimés       | Suffrages exprimés       | 3 502        | 93,01        |
| Votes blancs             | Votes blancs             | Votes blancs             | Votes blancs             | 162          | 4,30         |
| Votes nuls               | Votes nuls               | Votes nuls               | Votes nuls               | 101          | 2,68         |
| Total                    | Total                    | Total                    | Total                    | 3 765        | 100          |
| Abstention               | Abstention               | Abstention               | Abstention               | 4 443        | 54,13        |
| Inscrits / participation | Inscrits / participation | Inscrits / participation | Inscrits / participation | 8 208        | 45,87        |

### Canton du Plateau du Haut-Velay granitique
| Candidats                | Candidats                | Partis                   | Nuance                   | Premier tour | Premier tour |
| Candidats                | Candidats                | Partis                   | Nuance                   | Voix         | %            |
| ------------------------ | ------------------------ | ------------------------ | ------------------------ | ------------ | ------------ |
|                          | Bernard Brignon          | DVD                      | LR                       | 3 295        | 100          |
|                          | Marie-Agnès Petit        | LR                       | LR                       | 3 295        | 100          |
|                          |                          |                          |                          |              |              |
| Suffrages exprimés       | Suffrages exprimés       | Suffrages exprimés       | Suffrages exprimés       | 3 295        | 87,66        |
| Votes blancs             | Votes blancs             | Votes blancs             | Votes blancs             | 379          | 10,08        |
| Votes nuls               | Votes nuls               | Votes nuls               | Votes nuls               | 85           | 2,26         |
| Total                    | Total                    | Total                    | Total                    | 3 759        | 100          |
| Abstention               | Abstention               | Abstention               | Abstention               | 4 502        | 54,50        |
| Inscrits / participation | Inscrits / participation | Inscrits / participation | Inscrits / participation | 8 261        | 45,50        |

### Canton du Puy-en-Velay-1
| Candidats                | Candidats                | Partis                   | Nuance                   | Premier tour | Premier tour |
| Candidats                | Candidats                | Partis                   | Nuance                   | Voix         | %            |
| ------------------------ | ------------------------ | ------------------------ | ------------------------ | ------------ | ------------ |
|                          | Michel Chapuis           | DVD                      | DVD                      | 2 072        | 71,99        |
|                          | Christiane Mosnier       | UDI                      | DVD                      | 2 072        | 71,99        |
|                          | Saloua El Azzouzi        | G.s                      | UG                       | 806          | 28,01        |
|                          | Fabien Surrel            | DVG                      | UG                       | 806          | 28,01        |
|                          |                          |                          |                          |              |              |
| Suffrages exprimés       | Suffrages exprimés       | Suffrages exprimés       | Suffrages exprimés       | 2 878        | 93,84        |
| Votes blancs             | Votes blancs             | Votes blancs             | Votes blancs             | 112          | 3,65         |
| Votes nuls               | Votes nuls               | Votes nuls               | Votes nuls               | 77           | 2,51         |
| Total                    | Total                    | Total                    | Total                    | 3 067        | 100          |
| Abstention               | Abstention               | Abstention               | Abstention               | 5 099        | 62,44        |
| Inscrits / participation | Inscrits / participation | Inscrits / participation | Inscrits / participation | 8 166        | 37,56        |

### Canton du Puy-en-Velay-2
| Candidats                | Candidats                | Partis                   | Nuance                   | Premier tour | Premier tour |
| Candidats                | Candidats                | Partis                   | Nuance                   | Voix         | %            |
| ------------------------ | ------------------------ | ------------------------ | ------------------------ | ------------ | ------------ |
|                          | Corinne Bringer          | DVD                      | DVD                      | 2 625        | 74,01        |
|                          | Jean-Paul Vigouroux      | DVD                      | DVD                      | 2 625        | 74,01        |
|                          | Michelle Chaumet         | PCF                      | UG                       | 922          | 25,99        |
|                          | Robert Lalisse           | G.s                      | UG                       | 922          | 25,99        |
|                          |                          |                          |                          |              |              |
| Suffrages exprimés       | Suffrages exprimés       | Suffrages exprimés       | Suffrages exprimés       | 3 547        | 94,01        |
| Votes blancs             | Votes blancs             | Votes blancs             | Votes blancs             | 140          | 3,71         |
| Votes nuls               | Votes nuls               | Votes nuls               | Votes nuls               | 86           | 2,28         |
| Total                    | Total                    | Total                    | Total                    | 3 773        | 100          |
| Abstention               | Abstention               | Abstention               | Abstention               | 5 627        | 59,86        |
| Inscrits / participation | Inscrits / participation | Inscrits / participation | Inscrits / participation | 9 400        | 40,14        |

### Canton du Puy-en-Velay-3
| Candidats                | Candidats                | Partis                   | Nuance                   | Premier tour | Premier tour |
| Candidats                | Candidats                | Partis                   | Nuance                   | Voix         | %            |
| ------------------------ | ------------------------ | ------------------------ | ------------------------ | ------------ | ------------ |
|                          | Gilles Delabre           | DVC                      | DVC                      | 2 109        | 62,27        |
|                          | Blandine Deleau-Ferret   | DVC                      | DVC                      | 2 109        | 62,27        |
|                          | Guy Chapelle             | ÉCO                      | UGE                      | 1 278        | 37,73        |
|                          | Laure Villard            | PS                       | UGE                      | 1 278        | 37,73        |
|                          |                          |                          |                          |              |              |
| Suffrages exprimés       | Suffrages exprimés       | Suffrages exprimés       | Suffrages exprimés       | 3 387        | 95,22        |
| Votes blancs             | Votes blancs             | Votes blancs             | Votes blancs             | 109          | 3,06         |
| Votes nuls               | Votes nuls               | Votes nuls               | Votes nuls               | 61           | 1,71         |
| Total                    | Total                    | Total                    | Total                    | 3 557        | 100          |
| Abstention               | Abstention               | Abstention               | Abstention               | 4 860        | 57,74        |
| Inscrits / participation | Inscrits / participation | Inscrits / participation | Inscrits / participation | 8 417        | 42,26        |

### Canton du Puy-en-Velay-4
| Candidats                | Candidats                | Partis                   | Nuance                   | Premier tour | Premier tour |
| Candidats                | Candidats                | Partis                   | Nuance                   | Voix         | %            |
| ------------------------ | ------------------------ | ------------------------ | ------------------------ | ------------ | ------------ |
|                          | Jean-François Exbrayat   | DVD                      | DVD                      | 2 196        | 66,55        |
|                          | Christelle Valantin      | DVD                      | DVD                      | 2 196        | 66,55        |
|                          | Chloé Alibert            | PCF                      | UG                       | 1 104        | 33,45        |
|                          | Laurent Johanny          | G.s                      | UG                       | 1 104        | 33,45        |
|                          |                          |                          |                          |              |              |
| Suffrages exprimés       | Suffrages exprimés       | Suffrages exprimés       | Suffrages exprimés       | 3 300        | 94,72        |
| Votes blancs             | Votes blancs             | Votes blancs             | Votes blancs             | 113          | 3,24         |
| Votes nuls               | Votes nuls               | Votes nuls               | Votes nuls               | 71           | 2,04         |
| Total                    | Total                    | Total                    | Total                    | 3 484        | 100          |
| Abstention               | Abstention               | Abstention               | Abstention               | 5 268        | 60,19        |
| Inscrits / participation | Inscrits / participation | Inscrits / participation | Inscrits / participation | 8 752        | 39,81        |

### Canton de Saint-Paulien
| Candidats                | Candidats                | Partis                   | Nuance                   | Premier tour | Premier tour |
| Candidats                | Candidats                | Partis                   | Nuance                   | Voix         | %            |
| ------------------------ | ------------------------ | ------------------------ | ------------------------ | ------------ | ------------ |
|                          | Jean-Marc Boyer          | DVC                      | DVC                      | 2 982        | 100          |
|                          | Marie-Pierre Vincent     | UDI                      | DVC                      | 2 982        | 100          |
|                          |                          |                          |                          |              |              |
| Suffrages exprimés       | Suffrages exprimés       | Suffrages exprimés       | Suffrages exprimés       | 2 982        | 80,44        |
| Votes blancs             | Votes blancs             | Votes blancs             | Votes blancs             | 535          | 14,43        |
| Votes nuls               | Votes nuls               | Votes nuls               | Votes nuls               | 190          | 5,13         |
| Total                    | Total                    | Total                    | Total                    | 3 707        | 100          |
| Abstention               | Abstention               | Abstention               | Abstention               | 4 545        | 55,08        |
| Inscrits / participation | Inscrits / participation | Inscrits / participation | Inscrits / participation | 8 252        | 44,92        |

### Canton de Sainte-Florine
| Candidats                | Candidats                | Partis                   | Nuance                   | Premier tour | Premier tour |
| Candidats                | Candidats                | Partis                   | Nuance                   | Voix         | %            |
| ------------------------ | ------------------------ | ------------------------ | ------------------------ | ------------ | ------------ |
|                          | Nicole Chassin           | PS                       | DVG                      | 2 338        | 80,87        |
|                          | Pascal Gibelin           | DVG                      | DVG                      | 2 338        | 80,87        |
|                          | Marion Faure             | LFI                      | UG                       | 553          | 19,13        |
|                          | Xavier Meynard           | PCF                      | UG                       | 553          | 19,13        |
|                          |                          |                          |                          |              |              |
| Suffrages exprimés       | Suffrages exprimés       | Suffrages exprimés       | Suffrages exprimés       | 2 891        | 87,79        |
| Votes blancs             | Votes blancs             | Votes blancs             | Votes blancs             | 223          | 6,77         |
| Votes nuls               | Votes nuls               | Votes nuls               | Votes nuls               | 179          | 5,44         |
| Total                    | Total                    | Total                    | Total                    | 3 293        | 100          |
| Abstention               | Abstention               | Abstention               | Abstention               | 5 543        | 62,73        |
| Inscrits / participation | Inscrits / participation | Inscrits / participation | Inscrits / participation | 8 836        | 37,27        |

### Canton du Velay volcanique
| Candidats                | Candidats                | Partis                   | Nuance                   | Premier tour | Premier tour |
| Candidats                | Candidats                | Partis                   | Nuance                   | Voix         | %            |
| ------------------------ | ------------------------ | ------------------------ | ------------------------ | ------------ | ------------ |
|                          | Rémi Barbe               | DVD                      | DVD                      | 3 464        | 100          |
|                          | Marie-Laure Mugnier      | DVD                      | DVD                      | 3 464        | 100          |
|                          |                          |                          |                          |              |              |
| Suffrages exprimés       | Suffrages exprimés       | Suffrages exprimés       | Suffrages exprimés       | 3 464        | 81,95        |
| Votes blancs             | Votes blancs             | Votes blancs             | Votes blancs             | 558          | 13,20        |
| Votes nuls               | Votes nuls               | Votes nuls               | Votes nuls               | 205          | 4,85         |
| Total                    | Total                    | Total                    | Total                    | 4 227        | 100          |
| Abstention               | Abstention               | Abstention               | Abstention               | 4 869        | 53,53        |
| Inscrits / participation | Inscrits / participation | Inscrits / participation | Inscrits / participation | 9 096        | 46,47        |

### Canton d'Yssingeaux
| Candidats                | Candidats                | Partis                   | Nuance                   | Premier tour | Premier tour | Second tour | Second tour |
| Candidats                | Candidats                | Partis                   | Nuance                   | Voix         | %            | Voix        | %           |
| ------------------------ | ------------------------ | ------------------------ | ------------------------ | ------------ | ------------ | ----------- | ----------- |
|                          | Arthur Liogier           | DVD                      | UD                       | 2 438        | 66,58        | 3 018       | 100         |
|                          | Isabelle Valentin        | LR                       | UD                       | 2 438        | 66,58        | 3 018       | 100         |
|                          | Pierre Bonnet            | DVD                      | DVD                      | 1 224        | 33,42        | Retrait     | Retrait     |
|                          | Huguette Liogier         | DVD                      | DVD                      | 1 224        | 33,42        | Retrait     | Retrait     |
|                          |                          |                          |                          |              |              |             |             |
| Suffrages exprimés       | Suffrages exprimés       | Suffrages exprimés       | Suffrages exprimés       | 3 662        | 91,28        | 3 018       | 78,39       |
| Votes blancs             | Votes blancs             | Votes blancs             | Votes blancs             | 228          | 5,68         | 703         | 18,26       |
| Votes nuls               | Votes nuls               | Votes nuls               | Votes nuls               | 122          | 3,04         | 129         | 3,35        |
| Total                    | Total                    | Total                    | Total                    | 4 012        | 100          | 3 850       | 100         |
| Abstention               | Abstention               | Abstention               | Abstention               | 5 933        | 59,66        | 6 098       | 61,30       |
| Inscrits / participation | Inscrits / participation | Inscrits / participation | Inscrits / participation | 9 945        | 40,34        | 9 948       | 38,70       |